# Bói cá
Bói cá là một nhóm các loài chim có kích thước nhỏ và màu sắc rực rỡ thuộc Bộ Sả. Chúng phân bố rộng khắp các lục địa trên thế giới, với hầu hết các loài được tìm thấy ngoài châu Mỹ. Nhóm được coi như là một đơn họ Alcedinidae, hoặc là thuộc phân bộ Alcedines gồm ba họ là Alcedinidae (Họ Bồng chanh), Halcyonidae (Họ Sả), và Cerylidae (Họ Bói cá). 
Một số loài chim bói cá đang bị đe dọa tuyệt chủng (ví dụ: chim bói cá xanh Tasmania, chim bói cá vành xanh Java, chim bói cá Mangareva, chim bói cá lùn Sangihe, v.v.).

## Đại cương
Nhóm này có khoảng 90 loài chim mang đặc điểm chung như đầu to, màu sắc đa dạng, mỏ nhọn và dài, chân ngắn, lùn. Phần lớn các loài có bộ lông sáng, có sự khác biệt nhỏ giữa hai giới (dị hình lưỡng tính). Hầu hết các loài sống trong môi trường nhiệt đới, và số ít được tìm thấy trong các khu rừng. Thức ăn của chúng gồm cá, thường được bắt bằng cách lao đầu xuống mặt nước.
Trong khi Họ Bói cá thường sống gần sông và ăn cá, thì hầu hết các loài chim còn lại trên thế giới sống xa mặt nước và ăn các loài động vật không xương sống nhỏ. Chúng là các loài chim làm tổ trong hốc, thường là trong lòng đất. Một phần tư các loài chim bói cá làm tổ trong tổ mối bỏ hoang. Một số loài đang bị đe dọa tuyệt chủng. Ở Anh, thuật ngữ "chim bói cá" (kingfisher) thường dùng để chỉ Bồng chanh.

## Phân loại
Các nguyên tắc phân loại của ba họ trong nhóm này là phức tạp và gây khá nhiều tranh cãi. Mặc dù thường được đặt vào Bộ Sả, khiến nhầm lẫn về việc nhóm này được đặt trong đó.
Trước đây, bồng chanh được coi là một họ với tên Alcedinidae được chia thành ba phân họ, nhưng sau cuộc cách mạng năm 1990 trong phân loại chim, ba phân họ trước đây hiện nay thường nâng lên thành họ.

## Mô tả
Loài nhỏ nhất trong nhóm là Bồng chanh lùn (Ispidina lecontei), với trọng lượng và chiều cao trung bình chỉ là 10,4 g và 10 cm (4 inch). Trong khi đó, loài lớn nhất là bói cá khổng lồ (Megaceryle maxima), khi đạt mức trung bình là 355 g và 45 cm (18 inch). Tuy nhiên, Sả nhà trò (Dacelo novaeguineae) có thể là loài nặng nhất, khi có những con trưởng thành đạt trên 450 g có thể được tìm thấy. Thức ăn: chủ yếu là cá, nhái(ếch), côn trùng nhỏ sống ở gần nước.

## Giá trị văn hóa
Chim bói cá, với vẻ đẹp và tập tính đặc trưng, đã đi vào nhiều nền văn hóa và mang những giá trị biểu tượng. Loài chim này đã trở thành nguồn cảm hứng cho các tác phẩm văn học ở nhiều quốc gia trên thế giới, như tuyển tập Ngụ ngôn Bói Cá của Vương Quân Hoàng (Việt Nam), bài thơ As Kingfishers Catch Fire của Gerard Manley Hopkins (Anh) hay The Kingfishers của Charles Olson (Mỹ). Trong đó, truyện Ngụ ngôn Bói Cá, tác phẩm đại diện cho văn hóa Việt Nam, đã sử dụng hình ảnh chú chim triết gia Bói cá để mở ra một thế giới chim chóc sinh động, nơi mỗi loài vật là một phép ẩn dụ cho những kiểu người, những vấn đề và những mối quan hệ phức tạp trong xã hội loài người, từ đấy mang đến cho người đọc những minh triết về nhân sinh, giá trị, và ý nghĩa cuộc sống .